# Betsson
Betsson AB — шведская компания, которая предлагает ряд онлайн-азартных игр, таких как казино, покер, бинго, спортивные ставки и скретч-карты, через более 20 онлайн-игровых брендов, включая Betsson, Betsafe и Nordicbet.

## История
Betsson AB начинает свою историю в 1963 году, когда Биллом Линдваллем и Рольфом Лундстрёмом было основано компанию AB Restaurang Rouletter, позже переименованную на Cherryföretagen AB (Cherry) и которая обеспечивала игровыми автоматами рестораны Швеции. Cherry приобрела меньшую долю Net Entertainment в 1998 году, компании, основанной при помощи инвестиций Kinnevik AB; компания была направлена на разработку онлайн-игровых решений. Остальные акции в Net Entertainment, проводимых Kinnevik, Cherry приобрела в 2000 году, делая Kinnevik крупнейшим акционером в процессах Cherry. В 2003 году после возвращения Понтуса Линдвалля (сына Билла Линдвалля), в роли генерального директора Cherry, компания покупает Betsson (основанная Генриком Вергистом, Андерсом Хольмгреном и Фредриком Сидфалком), которая имела игровую лицензию в Англии в то время и позже приобретает лицензию на Мальте. В 2006 году Cherryföretagen меняет свое название на Betsson, а традиционные игровые операции в бизнес-секторе Cherry сливаются в новую группу Cherryföretagen, которая позже сокращает имя обратно в Cherry и запускает свой собственный онлайн-сектор, базирующийся на Мальте. Ульрик Бетссон стал генеральним директором Betsson в марте 2016 года. Ульрик Бетссон ушел с поста генерального директора 9 апреля 2017, и его сменил Понтус Линдвалль. После Понтуса председателем правления был назначен Патрик Свенск.

## Продукты
Дочерние компании Betsson AB владеют и управляют рядом веб-сайтов через дочерние компании на Мальте. В ноябре 2017 года Betsson подписал сделку со стороны Scout Gaming, чтобы интегрировать свою ежедневную спортивную платформу Fantasy во всех своих брендах, в том числе Betsafe.
Betsafe выпустилf бесплатное мобильное приложение для App Store 26 мая 2016 года. С тех пор оно имеет 25 обновлений. В 2016 году Betsafe добавила покер и виртуальные виды спорта в приложение.

## Бизнес приобретения
В 2011 году компания приобрела все акции в группе Betsafe для SEK 292 M. Цель приобретения состояла в том, чтобы увеличить присутствие на рынке Betsson. Приобретения компании увеличило число клиентов Betsson примерно до 419 000, превышая Unibet в количестве активных игроков. В том же году Betsson подписал соглашение с китайской государственной компанией в отношении развития совместных игровых операций.
В марте 2017 года Betsson завершил приобретение активов NetPlay TV на 26 миллионов фунтов, добавляя JackPot247, Supercasino и Vernons в европейские игровые портфолио Multi-Brand.
В феврале 2020 года Betsson приобрел активы Gaming Innovation Group B2C.